# Kleinschirma
Kleinschirma ist ein Ortsteil der Gemeinde Oberschöna im Landkreis Mittelsachsen (Freistaat Sachsen). Er wurde am 1. Januar 1994 nach Oberschöna eingemeindet.

## Geographie

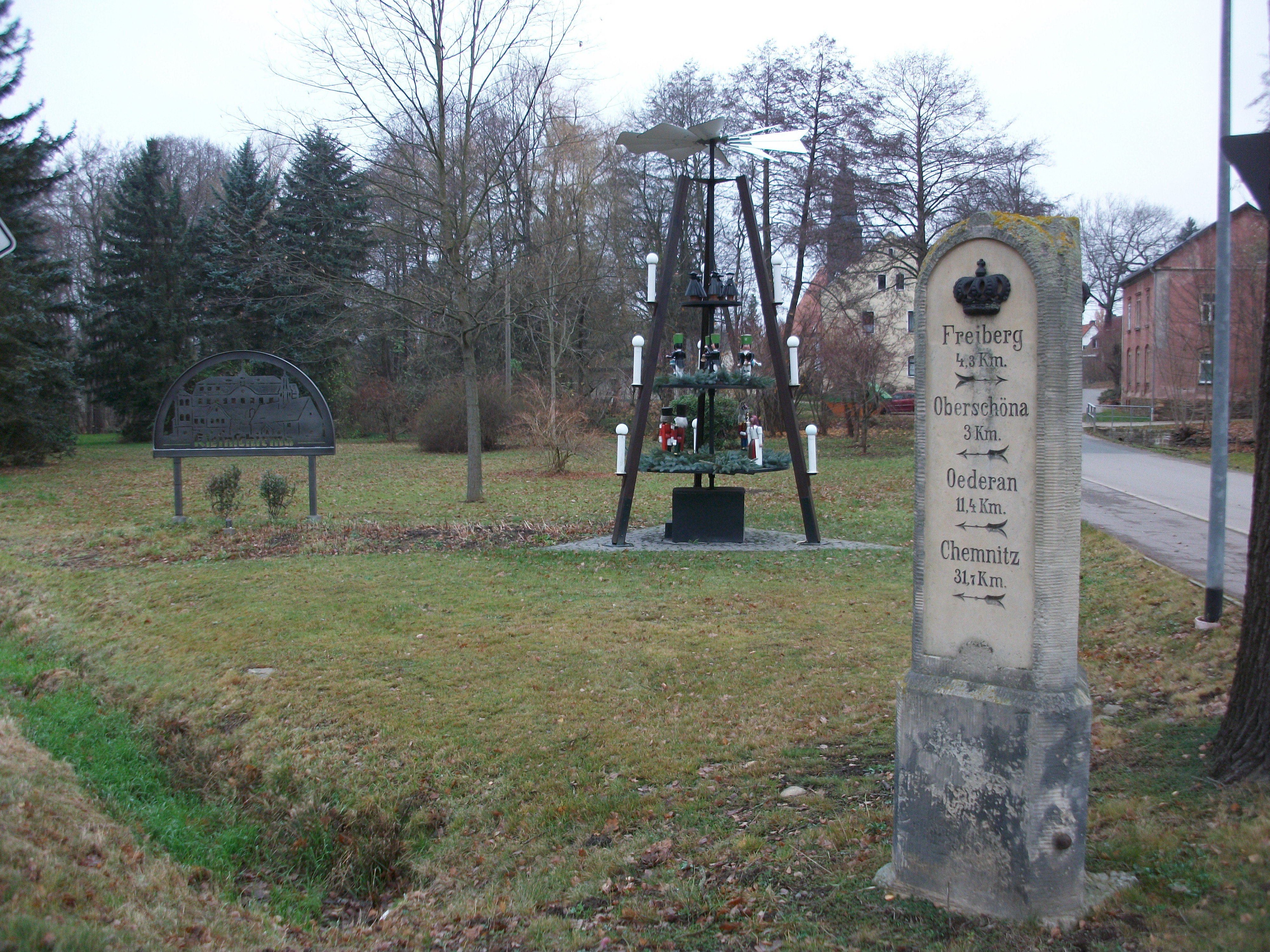
Kgl.-sächs. Postmeilenstein Kleinschirma mit Ortspyramide und Schwibbogen

### Geographische Lage
Das Waldhufendorf Kleinschirma erstreckt sich in west-östlicher Richtung über etwa 2 km im Tal des Schirmbachs, eines Nebenflusses der Großen Striegis. Der Schirmbach entspringt heute einem früheren Zufluss etwa 1,5 km nordwestlich der ursprünglichen Quelle im mittleren Hospitalwald, in 450 m Höhe. Er hat sich von Kleinschirma aus, auf etwa 5 km Länge, ein Tal im Gneis geschaffen, das sich allmählich von 20 auf 40 m vertieft und im jetzigen Wegefarth bei 340 m über NN in die Große Striegis mündet.
Die Siedlungen im Bereich des jetzigen Gebietes von Kleinschirma liegen am Fuße des Erzgebirges. Erst im 12. Jahrhundert richtete sich das Interesse auf den großen Gebirgswald, es begann eine Siedlungsbewegung unvorstellbaren Ausmaßes.

### Nachbarorte
| Wegefarth  | Kleinwaltersdorf                            |          |
|            | Kompassrose, die auf Nachbargemeinden zeigt | Freiberg |
| Oberschöna |                                             |          |

## Geschichte

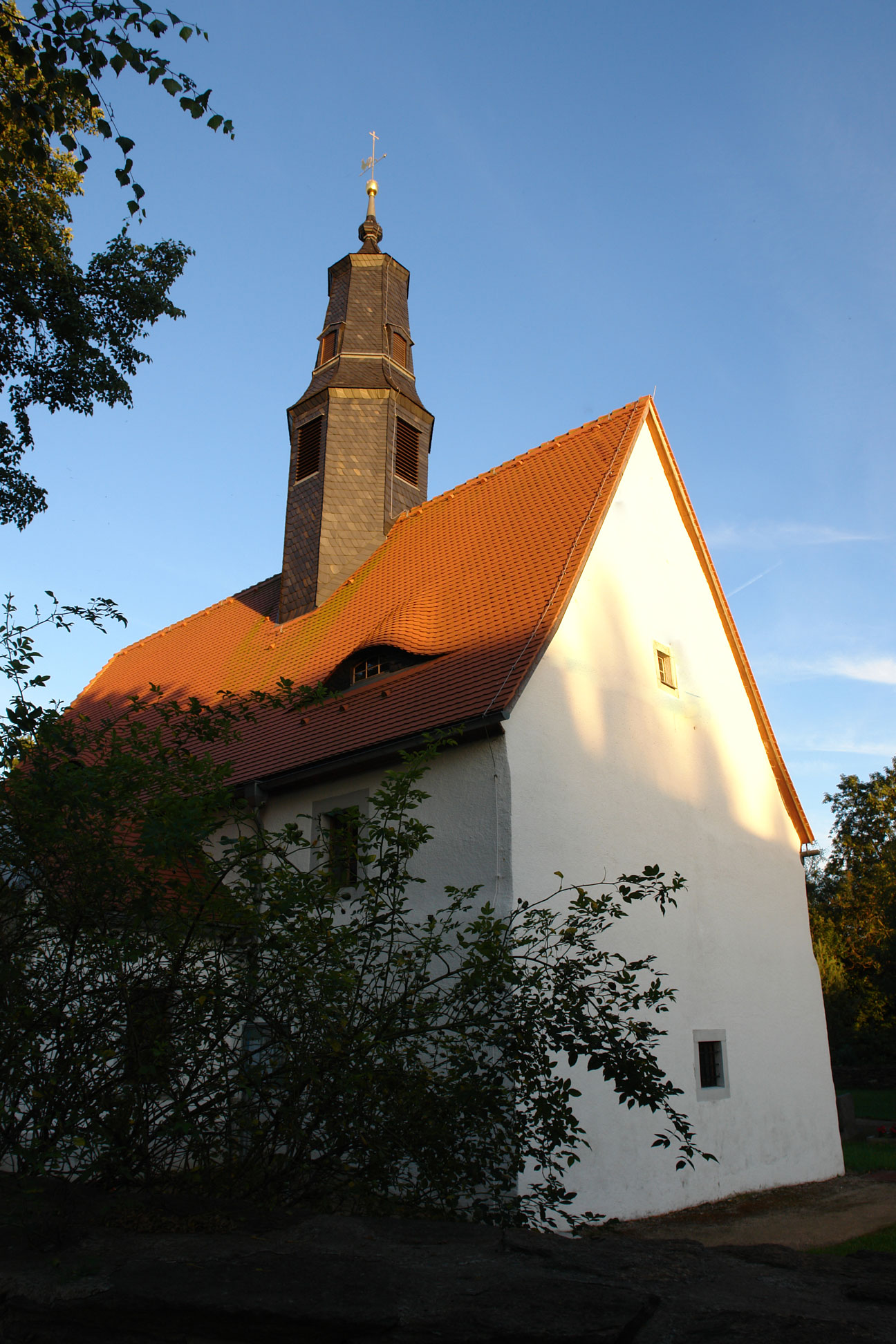
Kirche in Kleinschirma

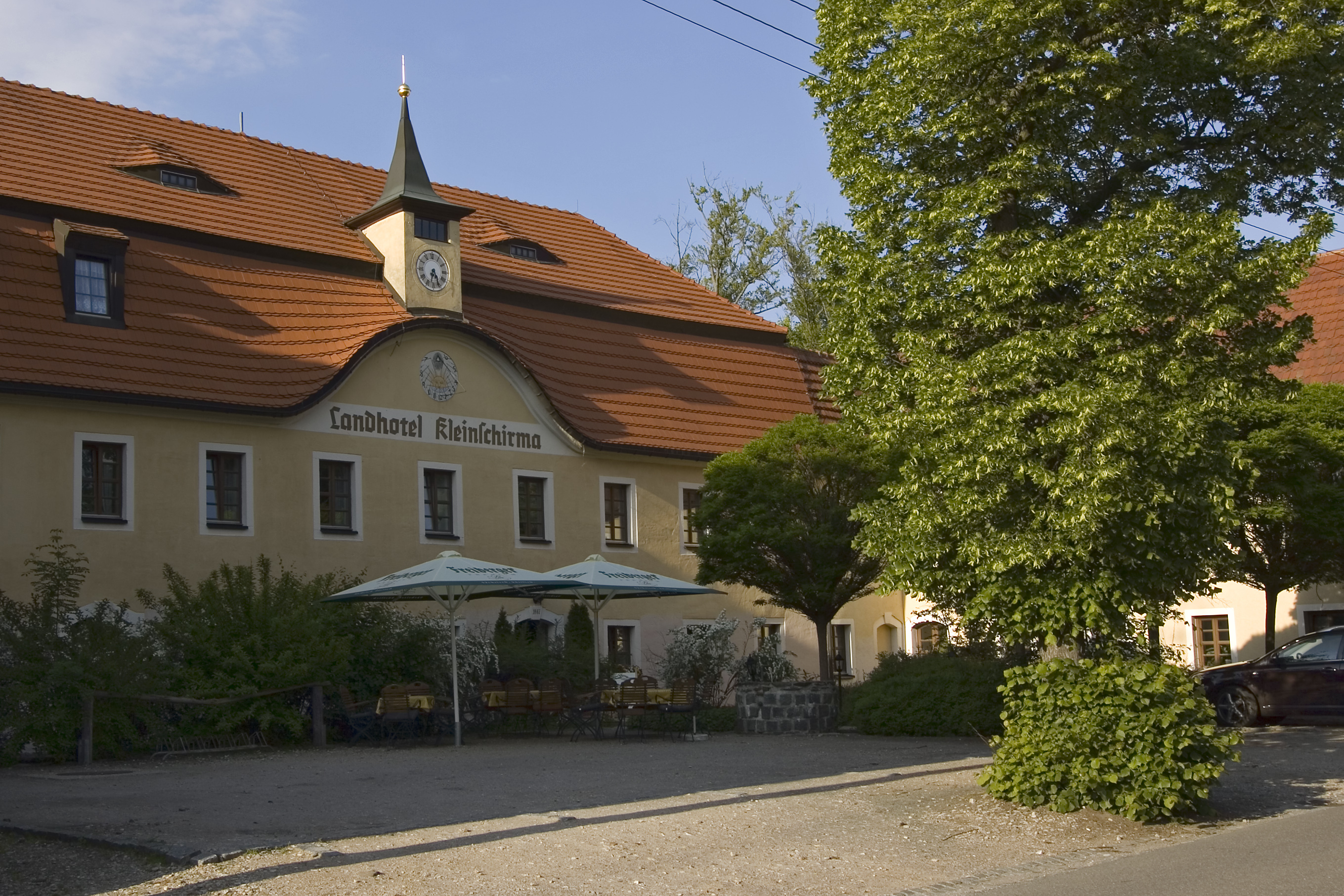
Landhotel Kleinschirma

Aus der Stiftungsurkunde des Klosters Altzella aus dem Jahr 1162 geht hervor, dass die Besiedlung der Gegend um das spätere Freiberg planmäßig geschah, dass z. B. Markgraf Otto ca. 20 000 ha Wald für die Klosterstiftung auf seine Kosten urbar machen ließ. Das kann nur durch die in das Land geholten Siedler aus Franken, Schwaben und Thüringen geschehen sein. Es ist davon auszugehen, dass die Mehrzahl der Dörfer innerhalb des Stiftungsgebietes, auch Kleinschirma, in der Zeit um 1162 gegründet worden sind. Die Gebiete der Striegis am Rande des Zellwaldes und das Schirmbachtales gehörten bis zur Reformation zum Kloster Altzella.
In der ersten urkundlichen Erwähnung von 1227 wird die Siedlung Schirmana minori genannt. Spätere Schreibweisen sind parva Schyrma (1353), Schirme (1402), zcu der Cleynen Schirme (1466), Clein Schirma (1555), von der Klein Schirm (1578).
Die Fläche von Kleinschirma erstreckt sich etwa über 500 Hektar. Bereits 1529 war Peter Alnpeck mit dem Vorwerk Kleinschirma belehnt. Im Jahr 1555 übergab der sächsische Kurfürst Moritz seinem Kanzler Ulrich von Mordeisen den Ort, der 1587 dem Kreisamt Freiberg zugeordnet wurde. Die Anzahl der Einwohner von Kleinschirma lässt sich anhand von Überlieferungen aus dem Jahre 1552 auf etwa 27 vollberechtigte Hufenbesitzer und 21 Haus- und grundbesitzlosen Hausgenossen und Dienstboten beziffern. Weitere Dokumente von 1832 wurden in der Kirchturmkugel gefunden. Diese Dokumente von dem damaligen Erbrichter Gottfried Störl belegen die Jahre 1806 bis 1816. Es war die Zeit des Napoleonischen Krieges. In der Zeit vom 1. Januar 1806 bis 1816 mussten die 338 Einwohner von Kleinschirma 21.515 Mann Einquartierungen mit 12.165 Pferden versorgen.
Das Amtsdorf Kleinschirma lag bis 1856 im kursächsischen bzw. königlich-sächsischen Kreisamt Freiberg. Ab 1856 gehörte der Ort zum Gerichtsamt Freiberg und ab 1875 zur Amtshauptmannschaft Freiberg. Mit der Eröffnung der Bahnstrecke Dresden–Werdau erhielt Kleinschirma im Jahr 1869 einen Haltepunkt an der Strecke. 1834 wird die Einwohnerzahl von Kleinschirma auf 253 beziffert. 1890 wird von 514 Einwohnern berichtet. Die Zahl der Einwohner änderte sich in den nächsten Jahren wenig. Wie in einem Bericht von 1905, da waren es 503 Einwohner. 1934 gab es 555 Einwohner, davon waren 21 % erwerbslos.
Durch die zweite Kreisreform in der DDR kam Kleinschirma im Jahr 1952 zum Kreis Freiberg im Bezirk Chemnitz (1953 in Bezirk Karl-Marx-Stadt umbenannt), der ab 1990 als sächsischer Landkreis Freiberg fortgeführt wurde. Die 500 Einwohner von 1985, davon 298 im arbeitsfähigen Alter, lebten in 190 Haushalten und 108 Wohngebäuden. 46 Gebäude waren vor 1900 errichtet, 22 von 1901–1945 und 39 von 1945–1984. 88 Wohngebäude befanden sich in Privateigentum, acht in Volkseigentum und zehn im Besitz der LPG.
Am 1. Januar 1994 verlor Kleinschirma die Eigenständigkeit und wurde als Gemeindeteil der Gemeinde Oberschöna angeschlossen. 1997 wurde das Gebiet am Waldcafé dem Ortsteil Kleinwaltersdorf der Stadt Freiberg angegliedert. 2001 betrug die Zahl der Einwohner von Kleinschirma 568. Seit 2008 gehört Kleinschirma zum Landkreis Mittelsachsen.

## Infrastruktur

### Verkehr

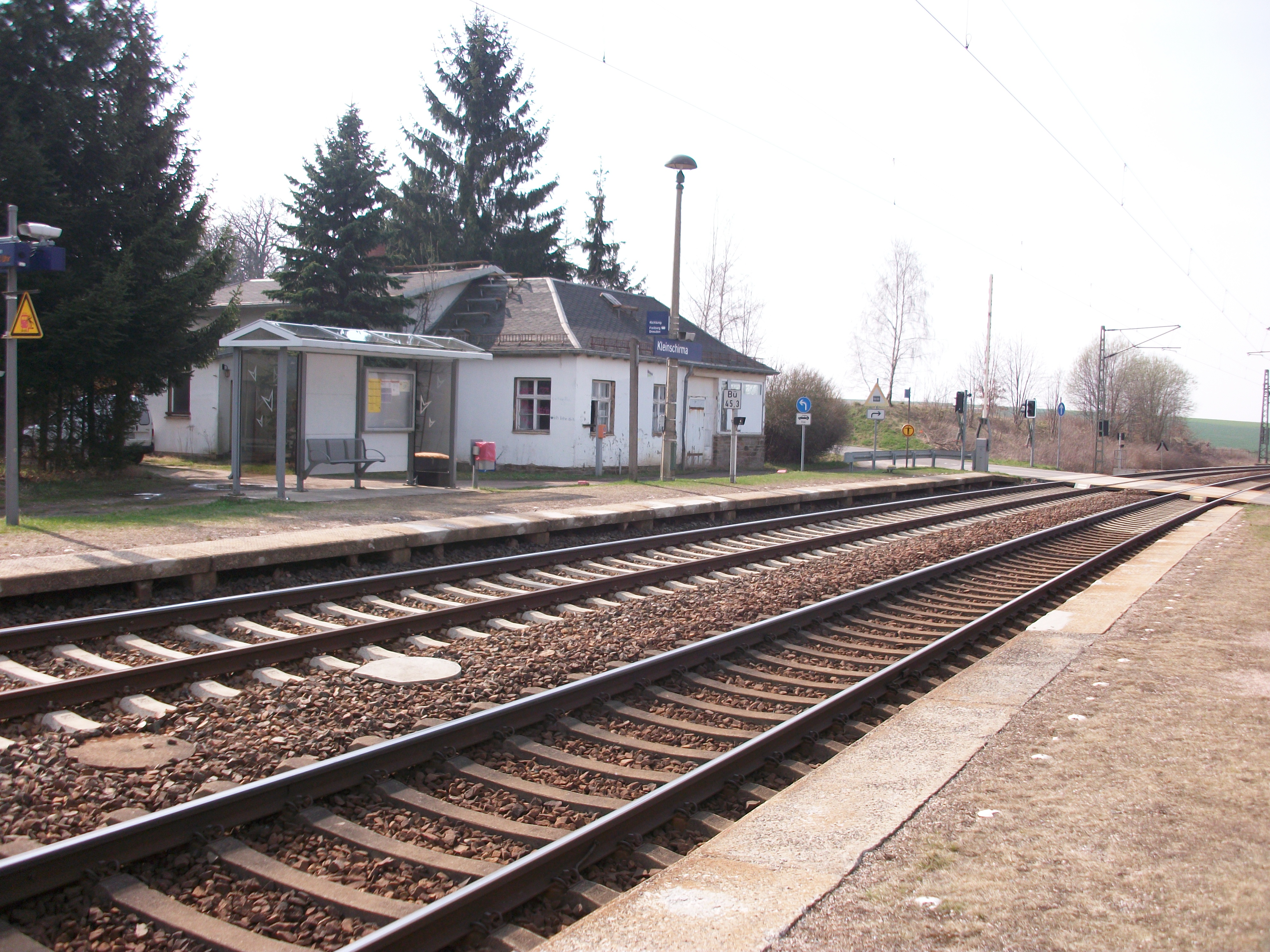
Teilansicht des Haltepunkts Kleinschirma (2016)

Südlich des Ortes verlaufen die Bundesstraße 173 (bis 1938 durch den Ort) und die Bahnstrecke Dresden–Werdau (Sachsen-Franken-Magistrale) mit einem Haltepunkt (1869 erbaut) etwas außerhalb des Ortes. Außerdem verfügt der Ort über Busverbindungen nach Freiberg, Chemnitz, Oederan.

### Wirtschaft
Wirtschaftlich gibt es im Ort neben Dienstleistungen und Tourismus ein Unternehmen der Metallgießerei.

## Kultur und Sehenswürdigkeiten
- Kirche aus dem 14. Jh., mit Altar von 1614 und Erler-Orgel von 1853
- Gasthof, eine Dreiflügelanlage (heute: Landhotel Kleinschirma)
- Königlich-sächsischer Meilenstein (Stationsstein) von 1859–66 aus Freiberg, seit 1911 als Wegweiser mit Kilometerangaben an der Ecke Bahnhofstr./Wegefarther Str.